# Ortopedi

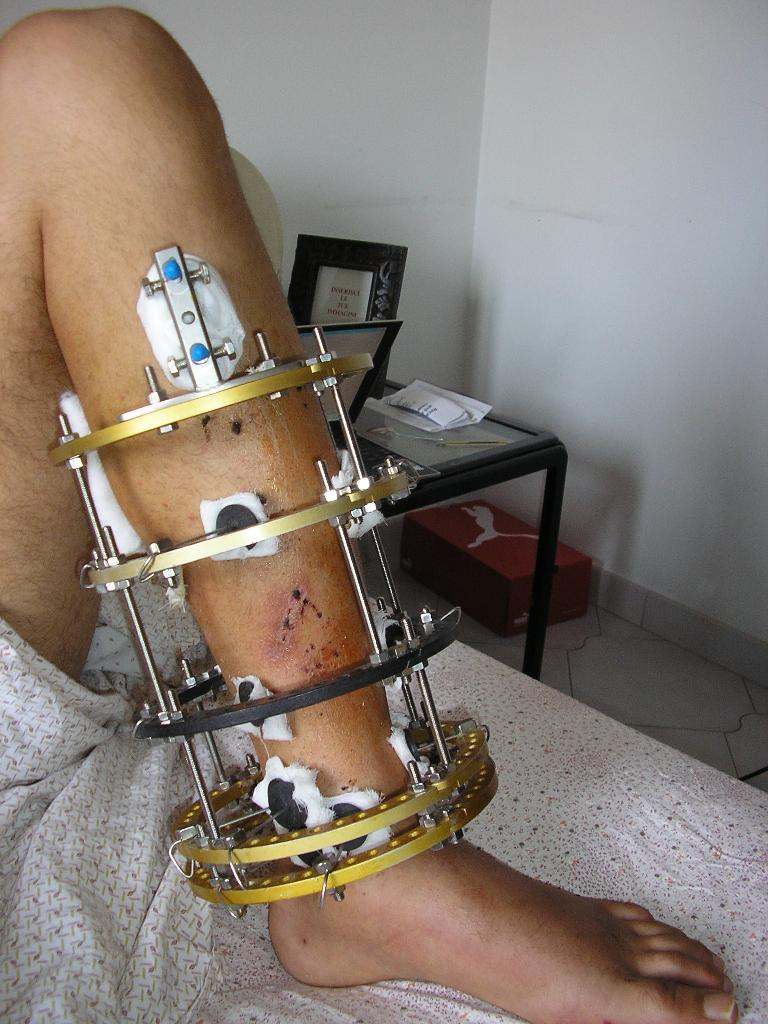
Exempel på ortopedisk behandling med extern fixation av typen Ilizarov

Ortopedisk spännsäng från år 1859

Ortopedi (grekiska orthos, rak, och paidion, barn) är en medicinsk specialitet som omfattar behandling av frakturer och andra skador på rörelseapparaten samt medfödda och förvärvade deformiteter i rörelseapparaten. Det räknas som en kirurgisk specialitet och kallas även ortopedisk kirurgi. En läkare som har genomgått specialistutbildning inom ortopedi kallas för ortoped.
Subspecialiteter till ortopedin inkluderar bland annat traumatologi, idrottsmedicin, barnortopedi, ryggkirurgi, proteskirurgi, reumatologisk kirurgi och tumörkirurgi. I Sverige är handkirurgi en fristående självständig specialitet. 
Ursprungligen omfattade ortopedin behandlingen av barn med skolios. Detta sker nu som ett samarbete mellan barnortopeder och ryggkirurger. Termen introducerades av Nicolas Andry 1741.